# P4 Malmöhus
P4 Malmöhus är en av Sveriges Radios tre lokala kanaler i Skåne, riktad till förutvarande Malmöhus län. Kanalen hörs via FM-sändare i Helsingborg, Hörby, Malmö, Trelleborg och Ystad. Huvudredaktionen ligger på Baltzarsgatan 16 i Malmö, varifrån också Din gata 100,6 sänder lokalt över Malmö.
P4 Malmöhus har en lokalredaktion i Helsingborg. Sedan hösten 2007 bevakar den hela nordvästra Skåne och drivs gemensamt med P4 Kristianstad.